# Sevakar
Sevakar (in armeno Սևաքար) è un comune di 102 abitanti (2010) della Provincia di Syunik in Armenia.